# Sund (Nordland)
Sund is een klein vissersdorp op de Lofoten. Het ligt in het zuidwesten van het eiland Flakstadøya en maakt deel uit van de gemeente Flakstad. Het dorp met ongeveer 100 inwoners heeft een visserijmuseum.